# Посолонь и противосолонь
По́солонь (дословно — «по солнцу») и про́тивосо́лонь (про́тивусо́лунь, о́бсолонь, осолонь, дословно — «против солнца») — названия направления движений молящихся в Православной церкви во время крестного хода. Посолонь это движение совершаемое по часовой стрелке. Если стоять лицом к северу, солнце восходит на востоке справа, движется справа налево на запад, по солнцу (за солнцем) по часовой стрелке. Соответственно, противосолонь — против часовой стрелки. Спор о направлении движения во время крестного хода возникал дважды в истории Русской церкви: в конце XV и во второй половине XVII века.

## Православие

### XV век
13 августа 1479 года Московский митрополит Геронтий освятил главный кафедральный храм Русской церкви — Успенский собор в Москве. Во время его освящения митрополит совершил крестный ход противосолонь. Об этом узнал великий князь Иван III, ему доложили об этом неизвестные люди. Князь остался этим недоволен и разгневан на митрополита. Начался спор между князем и митрополитом, для разрешения спора стали искать, как правильно совершать движение во время богослужения, в книгах. Но в них ничего не нашли. В защиту митрополита выступили архимандриты и игумены. Один игумен, оправдывая митрополита, говорил, что он видел совершения крестного хода противосолонь на горе Афон. Для поддержки своего мнения князь позвал архиепископа Ростовского Вассиана и архимандрита Чудова монастыря Геннадия. В противовес их мнению митрополит приводил тот факт, что диакон совершает каждение вокруг престола против солнца. Архиепископ и архимандрит в подтверждение своей точки зрения говорили следующее: «Солнце праведное — Христос, на смерть наступи и ад связа, и души свободи, и того ради, рече, исходят на Пасху, тоже прообразуют на Утрени». Князь остался при своём мнении и запретил митрополиту освящать вновь построенные храмы, которых было достаточно много в Москве. После нашествия Ахмата в 1480 году спор был возобновлён в 1481 году 22 июля. На стороне великого князя было всего два человека: архиепископ Ростовский Иоасаф (Вассиан уже умер) и архимандрит Геннадий. Все остальные были на стороне митрополита. Князь упорно стоял на своём, из-за этого митрополит уехал в Симонов монастырь и объявил князю, что совсем оставит митрополичью кафедру, если князь не покорится. Князь смирился, послал своего сына к митрополиту с просьбой вернуться на свой престол. Митрополит не вернулся. Тогда князь сам поехал к митрополиту, объявил себя во всём виноватым, обещал слушаться митрополита во всём, что касается направления движения, то отдавал это на волю митрополита, как он прикажет и как это было в старину.

### XVII век
К середине XVII века в Русской православной церкви установился всеобщий обычай совершать крестный ход уже не посолонь, как это было в XV веке, а противосолонь. Церковная реформа патриарха Никона унифицировала все обряды по греческому образцу, но нововведения были не приняты противниками реформы. В результате в русской Церкви совершают движение во время крестных ходов противосолонь, а старообрядцы — посолонь.

## В других странах

### Индия
В Индии и странах распространения индуизма и буддизма принято обходить с ритуальной целью храмы посолонь — на санскрите это называется «дакшина» (от слова «дакша» («правый»)) — так как правая рука во время этого ритуала обращена к объекту поклонения (индуистский храм (мандир), буддийская ступа и т. д.). Слово «дакшина» имеет соответствие в латинском языке — «декстер» (dexter) — «правый». Практика эта зафиксирована в священных текстах, созданных ещё в древние времена.

### Иудаизм
В талмудическом иудаизме в Шаббат, каждые из 7 вызванных и прочитавшие публично вслух Тору в общине в синагоге обходят кафедру против солнца. Также во время празднования Симхат Тора все евреи друг за другом вместе обходят кафедру 7 раз против солнца.